# Windsor County
Windsor County is een van de 14 county's in de Amerikaanse staat Vermont.
De county heeft een landoppervlakte van 2.515 km² en telt 57.418 inwoners (volkstelling 2000). De hoofdplaats is Woodstock.
In de county liggen de bergen Mount Ascutney en Gillespie Peak.

## Bevolkingsontwikkeling

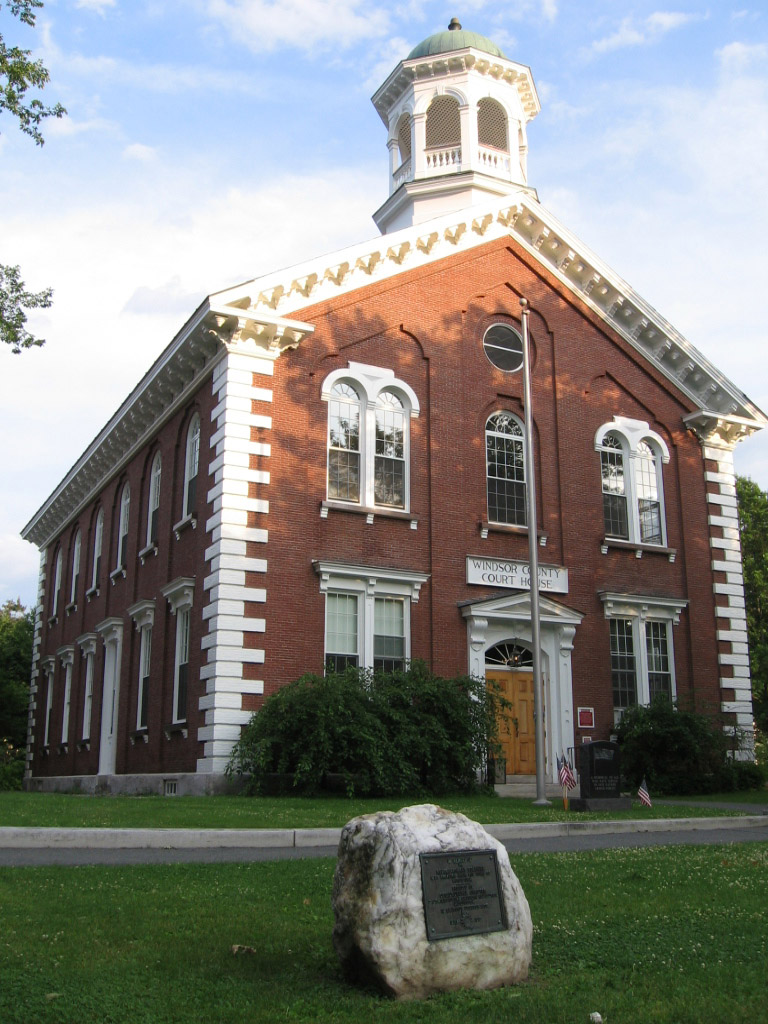
Windsor County Courthouse

Addison · Bennington · Caledonia · Chittenden · Essex · Franklin · Grand Isle · Lamoille · Orange · Orleans · Rutland · Washington · Windham · Windsor